# Klaudia Modlińska
Klaudia Modlińska – polska psycholog, dr hab. nauk społecznych, profesor Instytutu Psychologii Polskiej Akademii Nauk.

## Życiorys
W 2006 ukończyła studia psychologiczne w Szkole Wyższej Psychologii Społecznej w Warszawie, 15 listopada 2013 obroniła pracę doktorską Domestykacja jako czynnik zmian i różnicowania wzorców zachowania - badania na modelu szczurzym, 12 grudnia 2020 habilitowała się na podstawie pracy zatytułowanej Wpływ czynników środowiskowych i uczenia się na reakcję na nowość.
Została zatrudniona na stanowisku adiunkta w Katedrze Psychologii Różnic Indywidualnych na Wydziale Psychologii Uniwersytetu Warszawskiego.
Jest profesorem w Instytucie Psychologii Polskiej Akademii Nauk.